# Kap Hespérides
Kap Hespérides (spanisch Punta Hespérides) ist eine Landspitze an der Südküste der Livingston-Insel im Archipel der Südlichen Shetlandinseln. Das Kap springt in die South Bay vor und liegt 1,4 km nördlich des Johnsons Dock.
Benannt ist das Kap nach dem spanischen Polarforschungsschiff Hespérides.